# Punta Arenas

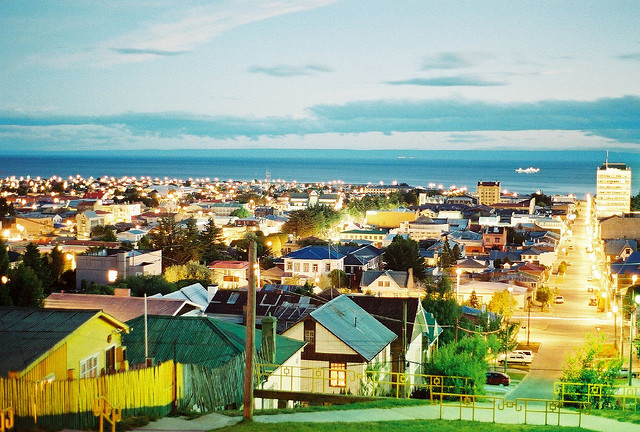
Vista nocturna de la ciutat.

Punta Arenas és una ciutat de Xile, capital de la regió de Magallanes i de l'Antàrtica Xilena.

## Característiques
La ciutat de Punta Arenas està situada en ple estret de Magallanes i constitueix un port important per a la navegació que travessa aquest canal. També és la ciutat més important de la Patagònia xilena.
El seu terme s'estén per una superfície de 17.843 km² i la seva població, d'uns 129.700 habitants el 2012, es concentra sobretot al nucli urbà. Les seves activitats econòmiques principals són: la portuària, la ramaderia ovina, la indústria conservera, els serveis a una regió tan immensa i, més recentment, les ofertes turístiques lligades amb l'Antàrtida.

## Història
La construcció d'un fort a la zona, l'any 1848, propicià l'inici del poblament i la primera evidència de la presa de sobirania xilena a aquelles terres remotes però de gran valor estratègic. Amb el temps, van anar arribant colons que van desenvolupar una incipient ramaderia ovina i manufactures pesqueres alimentàries.
Força ràpidament, es convertí en port ideal per als vaixells que travessaven l'estret. Això va comportar l'arribada d'immigrants europeus i una gran prosperitat per a la ciutat. A principis del segle xx, Punta Arenas constituïa el port més important per a les rutes de navegació entre els oceans Atlàntic i Pacífic. L'obertura, el 1914, del canal de Panamà va marcar l'inici del declivi de l'activitat portuària.